# SIXAXIS

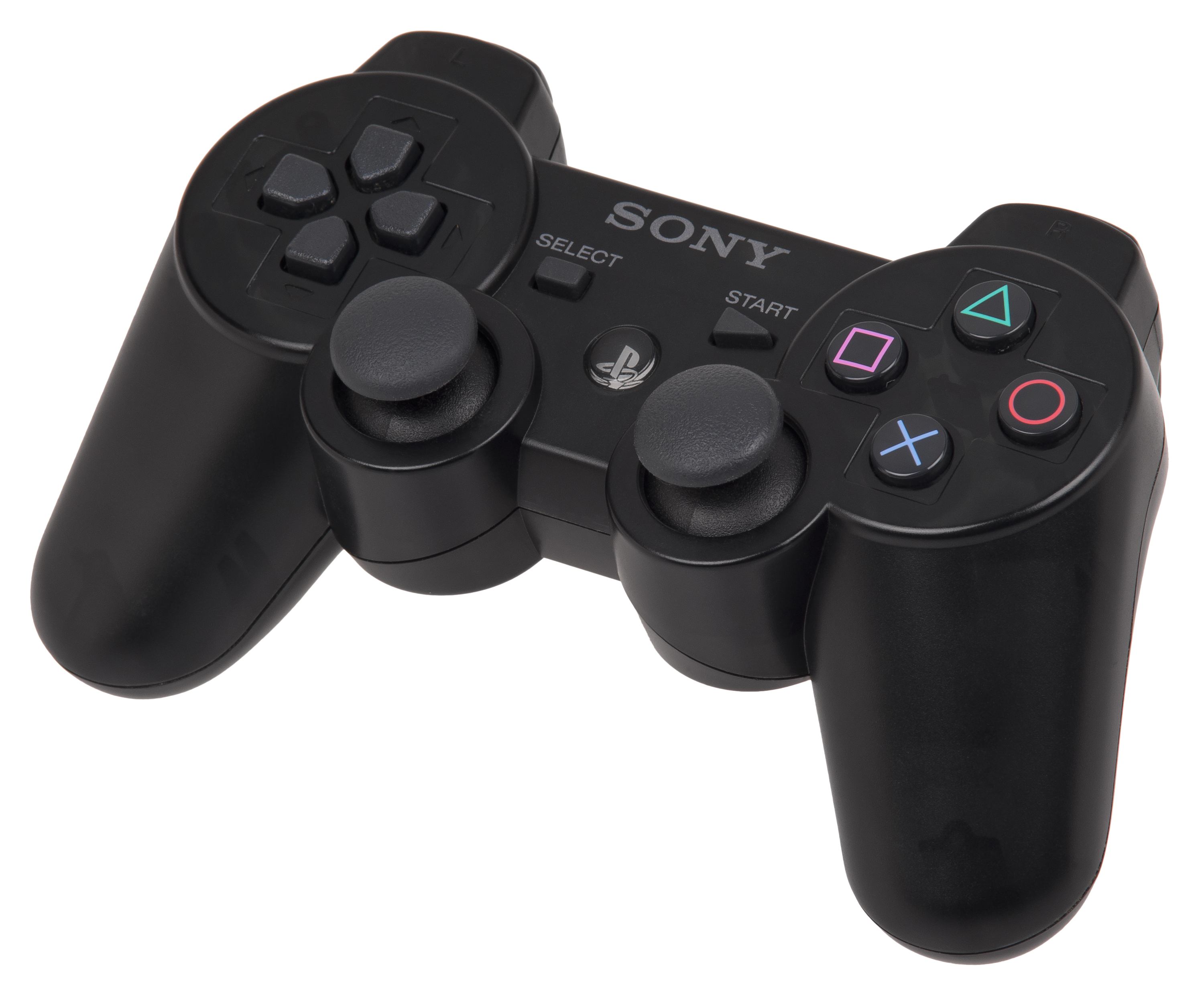

SIXAXIS는 소니가 플레이스테이션 3 비디오 게임 콘솔용으로 제작한 무선 게임패드이다. 2006년 플레이스테이션 3와 함께 출시되었으며 2008년까지 콘솔의 공식 컨트롤러로 남아 있었다. SIXAXIS는 듀얼쇼크 및 듀얼쇼크 2 컨트롤러와 마찬가지로 촉각 기술을 통합한 컨트롤러의 업데이트 버전인 듀얼쇼크 3으로 이어졌다. SIXAXIS 컨트롤러는 플레이스테이션 3 콘솔에 컨트롤러를 등록한 후 블루투스를 통해 PSP Go 및 플레이스테이션 TV와 함께 사용할 수도 있다.
듀얼쇼크 3는 원래 콘솔 출시에 맞춰 플레이스테이션 3와 함께 번들로 제공될 예정이었다. 그러나 소니는 이머전(Immersion)이 주장한 특허 침해와 관련된 2004년 소송의 결정에 대해 항소를 진행 중이었다. 두 회사는 이전 플레이스테이션 컨트롤러에 사용된 햅틱 피드백 기술을 두고 의견 차이를 보였다. 법적 분쟁으로 인해 SIXAXIS로 알려지게 된 PS3 컨트롤러의 초기 디자인에서 진동 기능을 제거하기로 결정했다.
"SIXAXIS"라는 용어는 플레이스테이션 3 컨트롤러의 모션 감지 기술을 지칭하는데도 사용된다. 6 자유도(각 축을 기준으로 한 회전 및 각 축을 따른 변환)의 모든 축에서 움직임을 감지하는 능력을 뜻하는 "6축"의 축약형이다. X, Y, Z 세 개의 축만 있기 때문에 이름은 잘못된 이름이다. SIXAXIS 이름은 회문(palindrome)이기도 하며 앞뒤로 철자가 동일하다.

## 같이 보기
- 듀얼쇼크
- 플레이스테이션 3
- 플레이스테이션 무브
- Wii 리모컨